# Raiffeisen

Pferdeköpfe als altes Logo der Raiffeisengenossenschaften

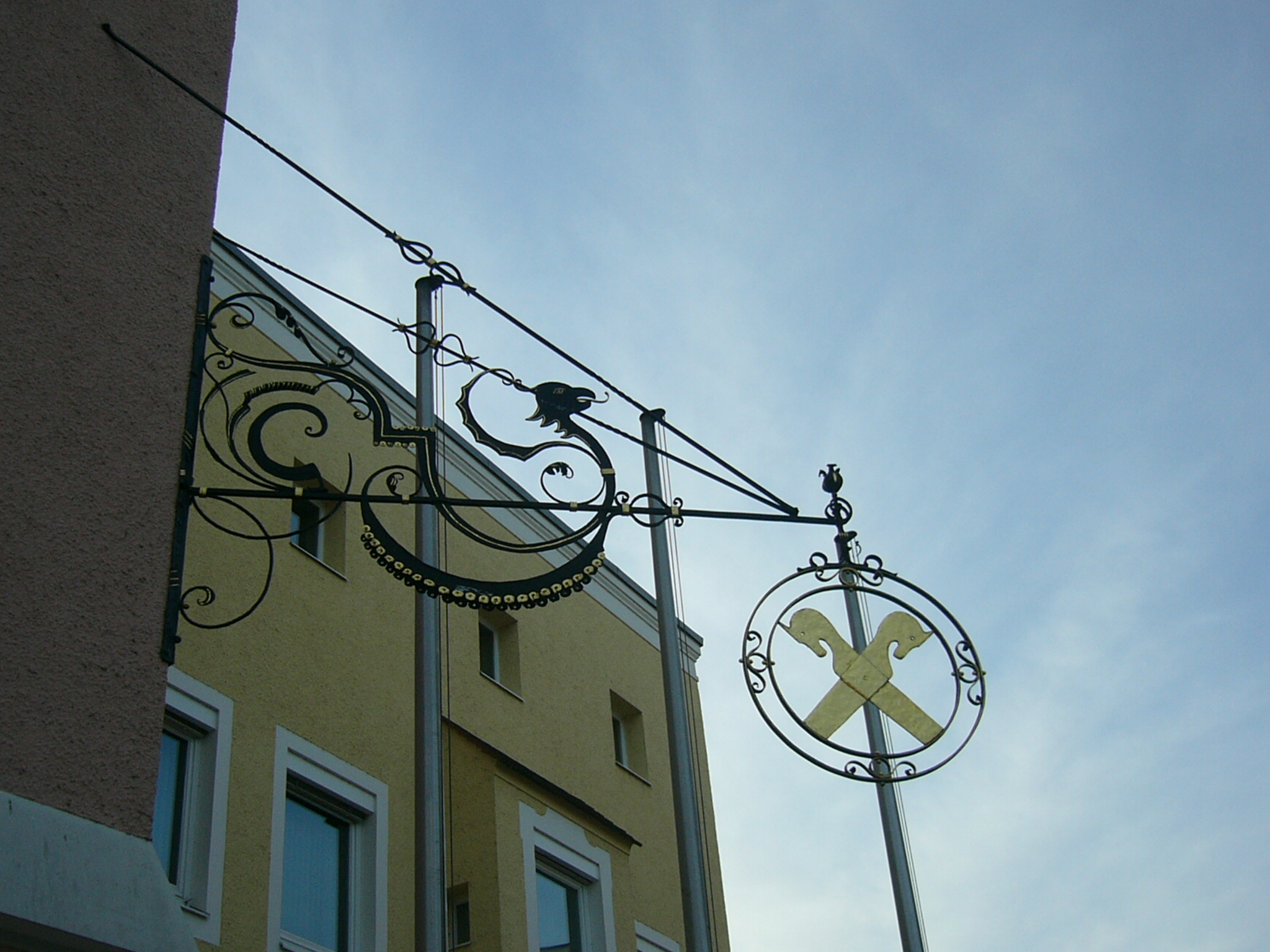
Altes Logo der Raiffeisenbanken

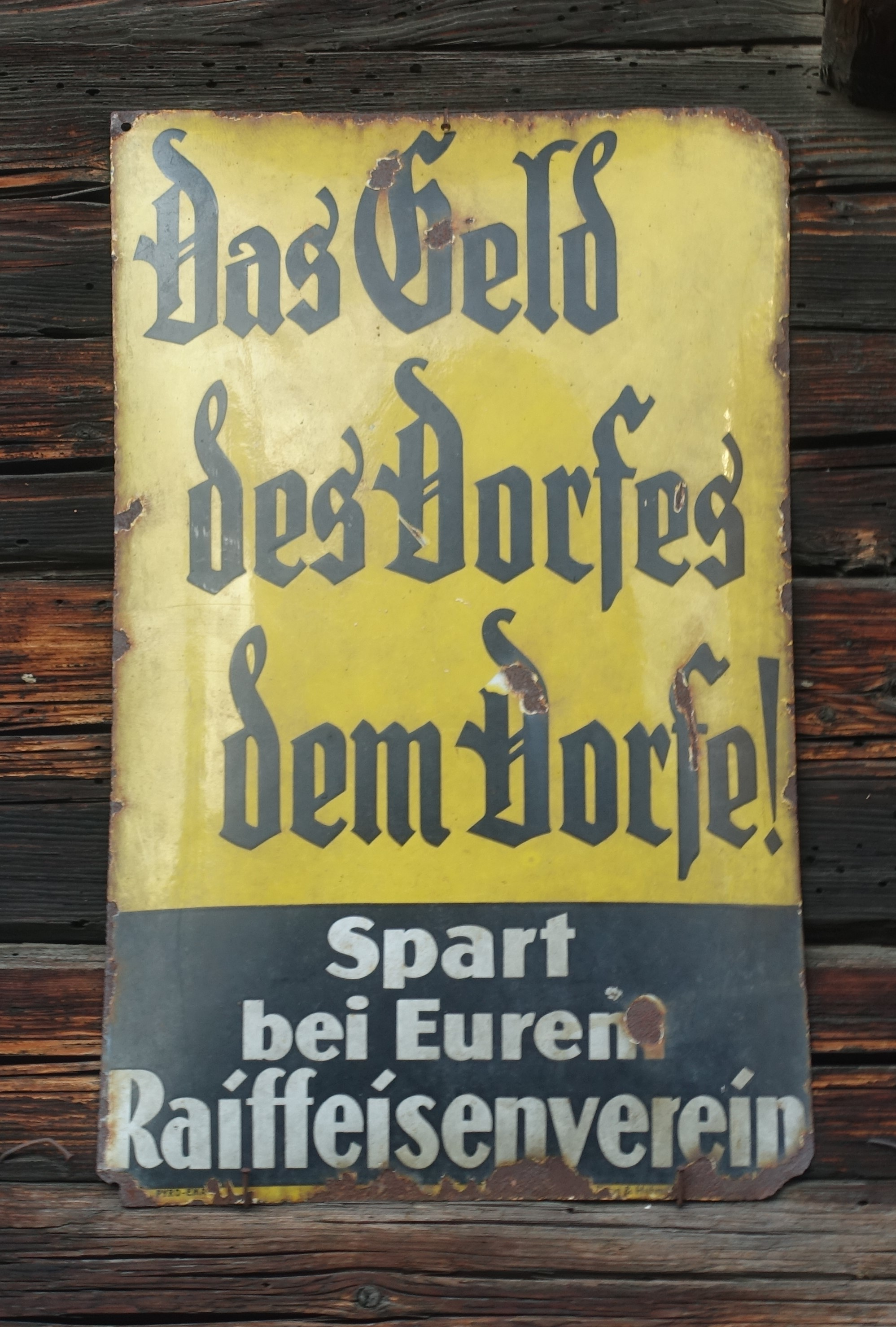
Werbeschild für Raiffeisen an einem Haus in Bad Füssing

Raiffeisen ist der Marken- bzw. Namensteil von mehr als 330.000 Unternehmen, die sich weltweit mit landwirtschaftsnahen Produkten im vor- und nachgelagerten Bereich sowie mit allgemeinen Finanzdienstleistungen befassen. Ein übliches Markenzeichen ist das Giebelkreuz in Form zweier gekreuzter Pferdeköpfe.

## Geschichte
Mit der Gründung des Flammersfelder Hilfsvereins zur Unterstützung unbemittelter Landwirte (1848), des Heddesdorfer Darlehnskassenvereins (1864) und der Rheinischen Landwirtschaftlichen Genossenschaftsbank (1872) schuf der Sozialreformer Friedrich Wilhelm Raiffeisen Modelle zur Unterstützung unbemittelter Landwirte und für landwirtschaftliche Einkaufsgenossenschaften zum günstigen Einkauf von Produktionsgütern wie beispielsweise Saatgut und Düngemitteln. Sowohl der „Grüne Kredit“, der vorsah, Saatgut und Dünger mit Teilen der späteren Ernte zu bezahlen, als auch die gemeinsame Erntevermarktung und die örtlich verwalteten Spar- und Darlehenskassen wurden in vielen Dörfern Deutschlands entsprechend seinen Vorschlägen eingeführt. Mindestens sieben Bauern waren erforderlich, um dörfliche Genossenschaften zum Einkauf oder Vertrieb zu gründen. Um wirkungsvoll verhandeln zu können und dadurch preisgünstig Saatgut und Dünger einzukaufen, sah die Genossenschaftssatzung zunächst eine unbeschränkte Haftung mit dem gesamten Vermögen der Mitglieder vor. Nach der ersten Erfolgsphase wurden die Garantien auf die Vermögen der Vorstandsmitglieder und nach Ansparung von Genossenschaftsvermögen auf dieses gemeinsame Vermögen beschränkt. Friedrich Wilhelm Raiffeisen betonte stets die Relevanz von regelmäßig durchgeführten Mitgliederversammlungen, um eine Kontrolle der unterschiedlichen Amtsträger durch die Mitglieder zu gewährleisten. Mitgliederversammlungen sollten mindestens zwei Mal im Jahr stattfinden; aus einer einmal im Jahr stattfindenden Generalversammlung sind durch die Mitglieder die Amtsträger zu wählen. Der Leitspruch: „Einer für alle, alle für einen“ wurde für die landwirtschaftlichen Genossenschaften die Basis des Handels, ebenso wie der Name des Erfinders „Raiffeisen“ Namensbestandteil und Marke wurde. Ein zentrales Ansinnen des genossenschaftlichen Handelns, ist dabei stets der Aspekt der Selbsthilfe, an dem die Mitglieder einer Genossenschaft sich ausrichten.
Aus den im gleichen Zeitraum von Hermann Schulze-Delitzsch gegründeten Spar- und Konsumvereinen auf Genossenschaftsbasis haben sich die Volksbanken entwickelt, die sich ab Mitte des 20. Jahrhunderts in Deutschland mit den Raiffeisenbanken zusammenschlossen.

## Raiffeisenorganisation
Die Raiffeisenorganisation verfügt über mehrere Geschäftsbereiche.

### Raiffeisenbanken
Raiffeisenbanken sind Genossenschaftsbanken, die in Deutschland oft auch als „Volksbanken Raiffeisenbanken“ firmieren.
- Deutschland:
  - Genossenschaftsbank, Deutsche Raiffeisenbanken, Kreditinstitute in der Rechtsform einer Genossenschaft
  - Liste der Genossenschaftsbanken in Deutschland, Regionalverbände und Genossenschaftsbanken in Deutschland
- Italien: Raiffeisen Landesbank Südtirol AG, Spitzeninstitut der jeweils autonomen 39 Südtiroler Raiffeisenkassen
- Niederlande: Rabobank, „Coöperatieve Centrale Raiffeisen-Boerenleenbank B.A.“
- Österreich: Raiffeisen Bankengruppe (RBG)
- Schweiz: Raiffeisen Schweiz, Zentralgenossenschaft der Raiffeisen Bankengruppe Schweiz
- Luxemburg: Banque Raiffeisen
- International: Raiffeisen Bank International

### Raiffeisen-Hauptgenossenschaften
Die fünf Raiffeisen-Hauptgenossenschaften sind der Zusammenschluss von regionalen Warengenossenschaften.
- Deutschland

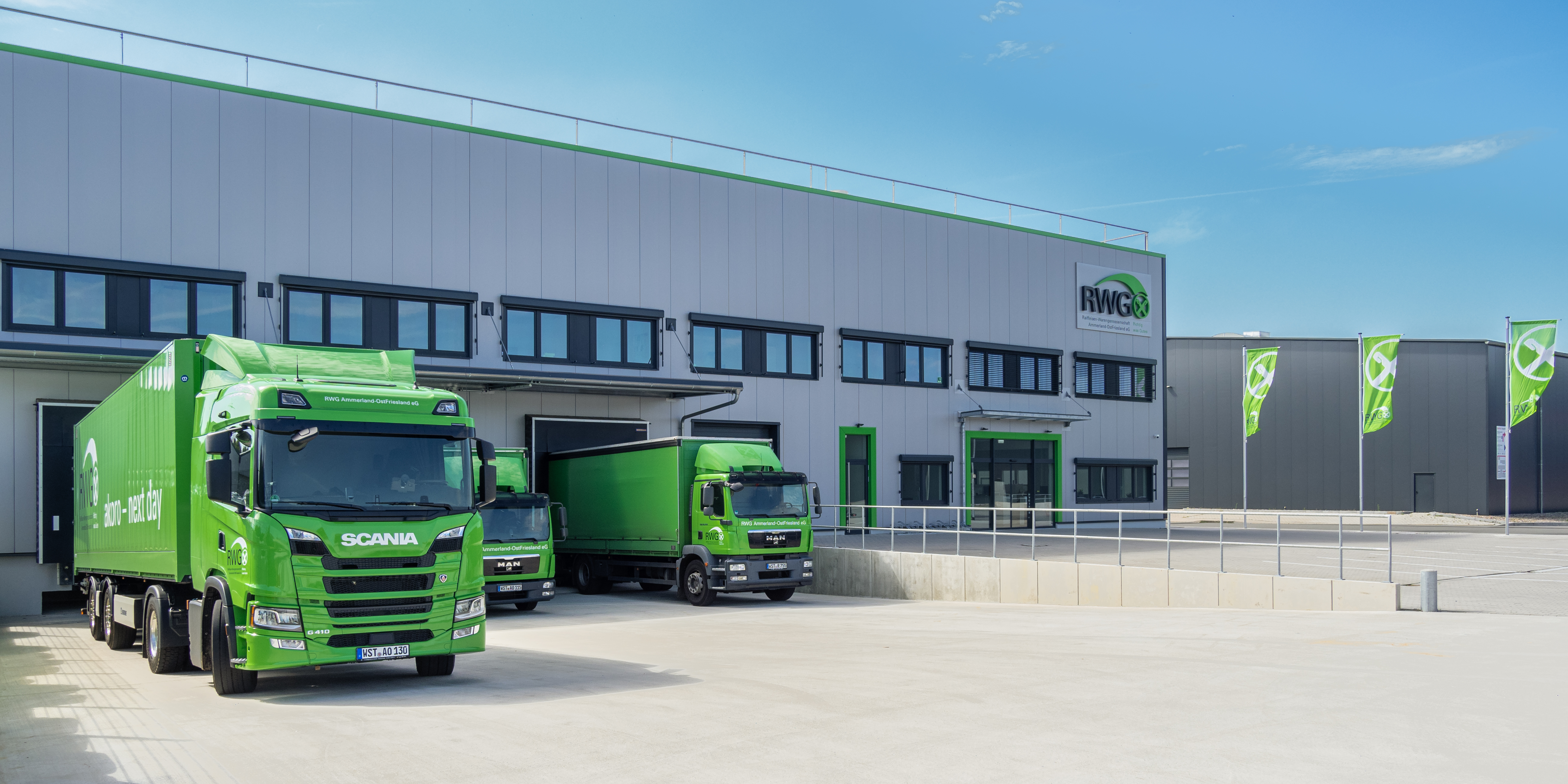
RWG Ammerland-OstFriesland eG

  - Agravis Raiffeisen AG, Raiffeisen-Hauptgenossenschaft in Niedersachsen, Teilen Nordrhein-Westfalens, Sachsen-Anhalt, Brandenburg und Sachsen
  - BayWa AG, Raiffeisen-Hauptgenossenschaft Bayern und Württemberg
  - Raiffeisen Waren GmbH, Raiffeisen-Hauptgenossenschaft in Hessen und Thüringen sowie Teilen von Niedersachsen und Sachsen-Anhalt, Handelsunternehmen für Produkte und Dienstleistungen aus dem Agrarbereich
  - Raiffeisen Waren-Zentrale Rhein-Main AG, Raiffeisen-Hauptgenossenschaft Südhessen, Rheinland-Pfalz, Saarland und in Teilen Nordrhein-Westfalens
  - ZG Raiffeisen eG, Zentralgenossenschaft in Karlsruhe, Raiffeisen-Hauptgenossenschaft Baden und in Teilen des Elsass (Frankreich)
  - bis 31. Dezember 2008 existierte eine sechste Raiffeisen-Hauptgenossenschaft: Raiffeisen Hauptgenossenschaft Nord AG, zuständig für Schleswig-Holstein und Mecklenburg-Vorpommern
- Österreich:
  - Raiffeisengenossenschaften in Österreich, autonome Einzelunternehmen
  - RWA Raiffeisen Ware Austria (Lagerhaus), ein Lagerhaus- und Handelsunternehmen

In der Schweiz existiert keine Raiffeisen zugehörige Warengenossenschaft. Eine ähnliche Funktion nimmt jedoch die Agrargenossenschaft Fenaco ein, die unter anderem die Landi-Agrarbedarf-Verkaufsstellen und das Agrola-Tankstellennetz betreibt.

### Raiffeisenverbände
Raiffeisenverbände kontrollieren und vertreten genossenschaftliche und andere Organisationen.
- Deutschland:
  - Deutscher Genossenschafts- und Raiffeisenverband (DGRV) ist ein Dachverband der deutschen Genossenschaftsorganisation.
  - Deutscher Raiffeisenverband vertritt als Mitglied im DGRV die genossenschaftlich organisierten Unternehmen der deutschen Agrar- und Ernährungswirtschaft.
- Österreich
  - Österreichischer Raiffeisenverband, zentrale Interessenvertretung aller Raiffeisengenossenschaften und der anderen Organisationen, Unternehmen und Beteiligungsgesellschaften
  - Raiffeisenverband Salzburg, Landeszentrale der Raiffeisengenossenschaften in Salzburg
- Italien: Raiffeisenverband Südtirol, Dachverband der Raiffeisengenossenschaften in Südtirol